# Puig Falcó
El Puig Falcó és una muntanya de 1.097 metres que es troba entre els municipis d'Albanyà i de Maçanet de Cabrenys, a la comarca catalana de l'Alt Empordà.
Aquest cim està inclòs al llistat dels 100 cims de la FEEC